# 23am
23am — второй студийный альбом композитора Роберта Майлза, выпущен в 1997 году.

## Об альбоме
В плане звучания альбом схож с предшественником (и резко отличается от следующего), хотя его звучание более разнообразно, помимо песен в "чистом" жанре дрим-хаус есть песни, ближе к поп-музыкальным и даже эмбиент. В многих песнях присутствует женский вокал, в то время как в предыдущем альбоме число чисто инструментальных композиций было большим (если не считать переиздание, где есть песня One&One, которая содержит вокал), а также песни Fable и Fantasya.

## Список композиций
Все песни альбома написаны Робертом Майлзом, если не указано иное.
1. Introducing — 3:25
2. A New Flower — 5:58
3. Everyday Life (Роберт Майлз, Фрэнк Маскер) — 10:30
4. Freedom (Роберт Майлз, Фрэнк Маскер) — 5:51
5. Textures — 3:14
6. Enjoy (Роберт Майлз, Фрэнк Маскер) — 5:55
7. Flying Away — 4:59
8. Heatwave — 5:56
9. Maresias — 5:48
10. Full Moon (Роберт Майлз, Фрэнк Маскер) — 6:59
11. Leaving Behind… — 2:21